# Record de France du lancer du poids
Pour un article plus général, voir Records de France d'athlétisme.
Le record de France senior du lancer du poids est détenu chez les hommes par Frédéric Dagée avec la marque de 20,75 m, établie le 26 juin 2021 lors des championnats de France en plein air d'Angers. Chez les femmes, le record national appartient à Laurence Manfrédi, créditée de 18,69 m le 19 février 2000 lors des championnats de France en salle de Liévin.

## Record de France masculin
| Temps   | Athlète            | Date              | Lieu                  |
| ------- | ------------------ | ----------------- | --------------------- |
| 12,46 m | André Tison        | 18 juin 1905      | Paris (Pré-Catelan)   |
| 12,81 m | André Tison        | 5 juillet 1908    | Saint-Cloud           |
| 13,14 m | André Tison        | 15 août 1909      | Colombes              |
| 13,17 m | Raoul Paoli        | 27 juillet 1919   | Colombes              |
| 13,76 m | Raoul Paoli        | 24 août 1919      | Colombes              |
| 14,16 m | Raoul Paoli        | 20 juin 1920      | Saint-Cloud           |
| 14,18 m | Raoul Paoli        | 9 octobre 1921    | Saint-Cloud           |
| 14,22 m | Raoul Paoli        | 11 octobre 1925   | Colombes              |
| 14,69 m | Raoul Paoli        | 3 octobre 1926    | Paris                 |
| 14,87 m | Édouard Duhour     | 9 octobre 1927    | Paris                 |
| 15,01 m | Édouard Duhour     | 22 juillet 1928   | Sucy-en-Brie          |
| 15,09 m | Édouard Duhour     | 2 septembre 1928  | Berlin                |
| 15,28 m | Clément Duhour     | 21 mai 1933       | Biarritz              |
| 15,59 m | Édouard Duhour     | 17 juin 1934      | Biarritz              |
| 15,71 m | Raymond Thomas     | 4 juillet 1954    | Paris                 |
| 15,93 m | Raymond Thomas     | 3 juillet 1955    | Paris                 |
| 16,00 m | Jean-Pierre Lassau | 16 octobre 1955   | Paris                 |
| 16,10 m | Raymond Thomas     | 30 juin 1956      | Helsinki              |
| 16,19 m | Raymond Thomas     | 1er juin 1957     | Lyon                  |
| 16,55 m | Jean-Pierre Lassau | 13 octobre 1957   | Paris                 |
| 16,61 m | Pierre Colnard     | 14 mai 1961       | Colombes              |
| 17,00 m | André Godard       | 17 septembre 1961 | Chelles               |
| 17,29 m | Pierre Colnard     | 21 octobre 1961   | Athènes               |
| 17,71 m | Pierre Colnard     | 24 mai 1962       | Saintes               |
| 17,96 m | Pierre Colnard     | 28 juillet 1963   | Colombes              |
| 18,04 m | Pierre Colnard     | 11 septembre 1965 | Stuttgart             |
| 18,06 m | Alain Drufin       | 31 juillet 1966   | Thonon-les-Bains      |
| 18,15 m | Pierre Colnard     | 3 septembre 1966  | Budapest              |
| 18,28 m | Pierre Colnard     | 14 mai 1967       | Boulogne-Billancourt  |
| 18,31 m | Arnjolt Beer       | 25 juin 1967      | Colombes              |
| 18,40 m | Pierre Colnard     | 14 juillet 1967   | Paris                 |
| 18,42 m | Pierre Colnard     | 22 juillet 1967   | Ostrava               |
| 18,81 m | Pierre Colnard     | 30 juillet 1967   | Paris                 |
| 19,19 m | Pierre Colnard     | 5 juin 1968       | Saint-Maur-des-Fossés |
| 19,28 m | Pierre Colnard     | 23 juin 1968      | Colombes              |
| 19,31 m | Pierre Colnard     | 28 juillet 1968   | Colombes              |
| 19,32 m | Arnjolt Beer       | 28 juillet 1968   | Colombes              |
| 19,41 m | Pierre Colnard     | 4 août 1968       | Poitiers              |
| 19,57 m | Pierre Colnard     | 13 octobre 1968   | Mexico                |
| 19,70 m | Pierre Colnard     | 8 juillet 1970    | Colombes              |
| 19,77 m | Pierre Colnard     | 19 juillet 1970   | Colombes              |
| 19,90 m | Yves Brouzet       | 27 mai 1972       | Paris                 |
| 19,99 m | Yves Brouzet       | 10 août 1972      | Varsovie              |
| 20,20 m | Yves Brouzet       | 22 juillet 1973   | Colombes              |
| 20,21 m | Yves Niaré         | 23 mai 2007       | Chelles               |
| 20,34 m | Yves Niaré         | 23 avril 2008     | Ussel                 |
| 20,72 m | Yves Niaré         | 18 mai 2008       | Versailles            |
| 20,75 m | Frédéric Dagée     | 26 juin 2021      | Angers                |

## Record de France féminin
| Temps       | Athlète              | Date             | Lieu              |
| ----------- | -------------------- | ---------------- | ----------------- |
| 8,75 m      | Violette Morris      | 29 juin 1919     | Paris             |
| 9,42 m      | Violette Morris      | 25 juin 1922     | Colombes          |
| 10,15 m     | Violette Morris      | 14 juillet 1924  | Paris             |
| 10,28 m     | Lucienne Velu        | 7 juillet 1929   | Saint-Maur        |
| 10,29 m     | Georgette Gagneux    | 28 juillet 1929  | Paris             |
| 10,78 m     | Georgette Gagneux    | 8 septembre 1929 | Paris             |
| 10,79 m     | Lucienne Velu        | 22 juillet 1934  | Saint-Maur        |
| 11,31 m     | Lucienne Velu        | 19 août 1934     | Orléans           |
| 11,45 m     | Micheline Ostermeyer | 16 avril 1944    | Tunis             |
| 11,49 m     | Micheline Ostermeyer | 29 juillet 1945  | Bordeaux          |
| 11,68 m     | Lucette Greiner      | 30 juin 1946     | Cherbourg         |
| 11,88 m     | Micheline Ostermeyer | 7 juillet 1946   | Paris             |
| 12,13 m     | Micheline Ostermeyer | 14 juillet 1946  | Bordeaux          |
| 12,22 m     | Micheline Ostermeyer | 28 juillet 1946  | Paris             |
| 12,48 m     | Micheline Ostermeyer | 11 août 1946     | Strasbourg        |
| 12,84 m     | Micheline Ostermeyer | 22 août 1946     | Oslo              |
| 12,96 m     | Micheline Ostermeyer | 1er juin 1947    | Tunis             |
| 13,35 m     | Micheline Ostermeyer | 6 juillet 1947   | Tunis             |
| 13,79 m     | Micheline Ostermeyer | 9 mai 1948       | Tunis             |
| 14,25 m     | Bernadette Burger    | 3 juin 1962      | Thaon             |
| 14,58 m     | Claudie Cuvelier     | 2 juillet 1966   | Paris             |
| 15,11 m     | Claudie Cuvelier     | 28 mai 1967      | L'Isle-sur-Sorgue |
| 15,31 m     | Claudie Cuvelier     | 11 juin 1967     | Bellac            |
| 15,67 m     | Léone Bertimon       | 23 juin 1973     | Paris             |
| 16,16 m     | Léone Bertimon       | 20 juillet 1973  | Colombes          |
| 16,18 m     | Léone Bertimon       | 8 mai 1975       | Niort             |
| 16,22 m     | Léone Bertimon       | 4 août 1975      | Bydgoszcz         |
| 16,98 m     | Léone Bertimon       | 5 septembre 1976 | Rio de Janeiro    |
| 17,16 m     | Léone Bertimon       | 30 août 1977     | Athènes           |
| 17,28 m     | Simone Créantor      | 28 août 1983     | Vigo              |
| 17,30 m     | Simone Créantor      | 9 juin 1984      | Lucerne           |
| 17,45 m     | Simone Créantor      | 23 juin 1984     | Créteil           |
| 17,74 m     | Laurence Manfredi    | 9 mai 1999       | Avignon           |
| 17,80 m     | Laurence Manfredi    | 20 juin 1999     | Paris             |
| 17,81 m     | Laurence Manfredi    | 30 juillet 1999  | Niort             |
| 17,85 m     | Laurence Manfredi    | 30 juillet 1999  | Niort             |
| 17,89 m     | Laurence Manfredi    | 25 août 1999     | Séville           |
| 18,69 m (i) | Laurence Manfredi    | 19 février 2000  | Liévin            |

## Records de France en salle

### Hommes
| Temps   | Athlète             | Date            | Lieu       |
| ------- | ------------------- | --------------- | ---------- |
| 19,88 m | Yves Brouzet        | 30 janvier 1972 | Berlin     |
| 20,00 m | Gaëtan Bucki        | 14 janvier 2007 | Lille      |
| 20,01 m | Gaëtan Bucki        | 27 janvier 2007 | Mondeville |
| 20,11 m | Yves Niaré          | 10 février 2009 | Liévin     |
| 20,42 m | Yves Niaré          | 8 mars 2009     | Turin      |
| 20,51 m | Fred Moudani-Likibi | 4 février 2023  | Blacksburg |

### Femmes
| Temps   | Athlète           | Date            | Lieu         |
| ------- | ----------------- | --------------- | ------------ |
| 16,17 m | Léone Bertimon    | 7 février 1976  | Orléans      |
| 16,35 m | Léone Bertimon    | 5 mars 1978     | Dortmund     |
| 16,40 m | Léone Bertimon    | 19 janvier 1980 | Paris        |
| 16,45 m | Léone Bertimon    | 1er mars 1980   | Sindelfingen |
| 16,77 m | Léone Bertimon    | 10 janvier 1981 | Paris        |
| 16,79 m | Simone Créantor   | 6 mars 1982     | Milan        |
| 16,97 m | Simone Créantor   | 12 février 1983 | Cosford      |
| 17,45 m | Simone Créantor   | 19 février 1983 | Paris        |
| 18,69 m | Laurence Manfredi | 19 février 2000 | Liévin       |

## Sources
- DocAthlé2003, Fédération française d'athlétisme, p. 43 et 51
- Chronologies des records de France seniors plein air sur cdm.athle.com
- Chronologies des records de France seniors en salle sur cdm.athle.com